# Giải bóng đá vô địch quốc gia Palau 2010
Giải bóng đá vô địch quốc gia Palau 2010 hay Palau Soccer League 2010 là mùa giải thứ 7 của giải đấu bóng đá ở Palau. Daewoo Ngatpang giành chức vô địch thứ 2 và đầu tiên kể từ mùa giải đầu tiên.